# Bristol 406
La 406 è un'autovettura di lusso prodotta dalla Bristol dal 1958 al 1961.

## Storia
La 406 è stata l'ultima vettura Bristol ad avere installato il motore a sei cilindri in linea e valvole in testa di derivazione BMW M328. Questo propulsore caratterizzò, fino alla 406, tutti i modelli prodotti dalla Bristol; a un certo punto, però, venne giudicato inadeguato per fornire alle vetture delle prestazioni comparabili a quelle erogate dai nuovi motori che furono lanciati all'epoca. Durante il periodo di produzione della 406, la Bristol stava lavorando a un nuovo motore a sei cilindri da lanciare sul mercato. La progettazione però non portò i frutti sperati, e la casa automobilistica britannica decise di non dare seguito alla realizzazione interna di propulsori, optando per l'importazione di motori V8 Chrysler.
Rispetto alla 405, la 406 fu migliorata sotto molti aspetti. La novità più importante fu che il motore a sei cilindri fu ingrandito grazie all'aumento dell'alesaggio e della corsa che toccarono il valore, rispettivamente, di 66 e 100 mm. Ciò portò a una cilindrata superiore, più precisamente 2.216 cm³. La potenza erogata dal propulsore rivisto non crebbe rispetto a quella del motore della 405. Al contrario, la coppia sviluppata aumentò, specialmente ai bassi regimi. Il motore era installato anteriormente, mentre la trazione era posteriore.
La 406 ebbe anche installato dei freni a disco sulle quattro ruote, facendo del modello una delle prime vetture ad avere montato questi tipi di freni sia sulle ruote anteriori che su quelle posteriori. Il modello fu offerto con un solo tipo di carrozzeria, berlina due porte. La sua linea fece della 406 un modello lussuoso piuttosto che una vettura sportiva.
Le sospensioni posteriori della 406 furono completamente aggiornate. I componenti installati sulle Bristol precedenti furono sostituite da un più moderno parallelogramma di Watt. La 406 fu il primo modello al mondo ad averlo installato. Comunque, le superate sospensioni anteriori che equipaggiavano i modelli Bristol precedenti furono conservate e non vennero aggiornate. Furono riviste per il modello Bristol successivo, quando fu installato un più potente gruppo motopropulsore. L'unico cambio disponibile era manuale a quattro rapporti con overdrive.
Due esemplari del modello a passo corto, conosciuti come 406S, vennero carrozzati da Zagato. In totale, Zagato carrozzò sei esemplari di 406. Al posto del motore installato sugli esemplari standard, che erogava 105 CV, questi modelli speciali ebbero in dotazione un propulsore da 115 CV, che era fornito di un collettore di scarico della Abarth. Inoltre, queste vetture speciali erano più leggere.